# سكونة

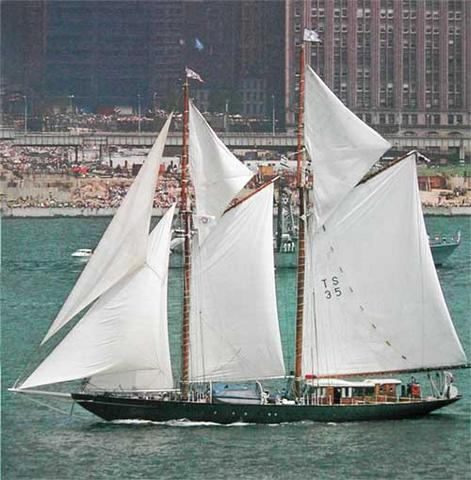
سكّونة بنهر هدسون بعام 1976م

السَكّونة مركب شراعي ذو صاريَين أو أكثر.

## اقرأ أيضا
- دوار فليتنر